# Catoptria
Genre
Les Catoptria sont un genre de lépidoptères (papillons) de la famille des Crambidae.

## Liste des espèces rencontrées en Europe
- Catoptria acutangulellus (Herrich-Schäffer, 1847)
- Catoptria biformellus (Drenowski, 1925)
- Catoptria bolivari (Agenjo, 1947)
- Catoptria cabardinica Bolov, 1999
- Catoptria caucasica (Alpheraky, 1877)
- Catoptria combinella ([Denis & Schiffermüller], 1775)
- Catoptria conchella ([Denis & Schiffermüller], 1775)
- Catoptria confusellus (Staudinger, 1882)
- Catoptria corsicellus (Duponchel, 1836)
- Catoptria digitellus (Herrich-Schäffer, 1849)
- Catoptria dimorphellus (Staudinger, 1882)
- Catoptria domaviellus (Rebel, 1904)
- Catoptria europaeica Bleszynski, 1965
- Catoptria falsella ([Denis & Schiffermüller], 1775)
- Catoptria fibigeri Ganev, 1987
- Catoptria fulgidella (Hübner, 1813)
- Catoptria furcatellus (Zetterstedt, 1839)
- Catoptria gozmanyi Bleszynski, 1956
- Catoptria incertellus (Herrich-Schäffer, 1852)
- Catoptria kasyi Bleszynski, 1960
- Catoptria laevigatellus (Lederer, 1870)
- Catoptria languidellus (Zeller, 1863)
- Catoptria luctiferella (Hübner, 1813)
- Catoptria lythargyrella (Hübner, 1796)
- Catoptria maculalis (Zetterstedt, 1839)
- Catoptria margaritella ([Denis & Schiffermüller], 1775)
- Catoptria myella (Hübner, 1796)
- Catoptria mytilella (Hübner, 1805)
- Catoptria olympica Ganev, 1983
- Catoptria orientellus (Herrich-Schäffer, 1850)
- Catoptria orobiella Huemer & Tarmann, 1994
- Catoptria osthelderi (Lattin, 1950)
- Catoptria pauperellus (Treitschke, 1832)
- Catoptria permiacus (W. Petersen, 1924)
- Catoptria permutatellus (Herrich-Schäffer, 1848)
- Catoptria petrificella (Hübner, 1796)
- Catoptria pinella (Linnaeus, 1758)
- Catoptria pyramidellus (Treitschke, 1832)
- Catoptria radiella (Hübner, 1813)
  - Catoptria radiella intermediellus (Müller-Rutz, 1920)
  - Catoptria radiella radiella (Hübner, 1813)
- Catoptria siliciellus (Rebel, 1893)
- Catoptria spatulelloides Bleszynski, 1965
- Catoptria spatulellus (Turati, 1919)
- Catoptria speculalis Hübner, 1825
- Catoptria staudingeri (Zeller, 1863)
- Catoptria verellus (Zincken, 1817)
- Catoptria zermattensis (Frey, 1870)